# Assalto al tesoro di stato
Assalto al tesoro di stato è un film del 1967 diretto da Piero Pierotti.

## Trama
Lo stato arabo del Goggiam sul Mar Rosso vuole riprendersi la concessione petrolifera dalla società americana Record Oil Company; vuole infatti nazionalizzarla pagando il riscatto di 20 milioni di dollari.
Il primo ministro Ben Aiscia informa il direttore della società petrolifera Kauffman che una nazione confinante invierà al suo paese il denaro occorrente all'operazione utilizzando un furgoncino blindato. Kauffman è deciso a sabotare l'operazione: non vuole perdere la concessione e ingaggia quattro malviventi internazionali per rubare i dollari, promettendo loro tutto il bottino. I quattro agiscono in settori diversi della malavita: Elias è specialista in droga, Linneman è esperto nella tratta delle bianche, Shanda compie truffe e Johnny Quick brilla nel furto con scasso. Il quartetto accetta e va sul posto, attuando un piano che fa deviare il percorso del furgone. I quattro si impadroniscono così dei dollari e li consegnano a Kauffman. Ma quest'ultimo viene ucciso e il bottino scompare.
Attraverso un falso annuncio radiofonico, Johnny riesce a convocare i collaboratori e il misterioso assassino in una camera del Grand Hotel di Ginevra. In questo modo Johnny Quick, che in effetti è il capo di una organizzazione di controspionaggio americano, riesce ad uccidere il reale organizzatore di tutta la vicenda; riesce inoltre ad assicurare alla giustizia Elias e Linneman, mentre si innamora della pentita Shanda.